# Megischus shixiangi
Megischus shixiangi — вид дрібних їздців родини Stephanidae. Описаний у 2023 році.

## Назва
Вид названо на честь китайського ентомолога Ши-Сян Цзуна.

## Поширення
Ендемік В'єтнаму.

## Опис
Голова з чорнуватою маківкою, що чітко контрастує з темно-червоною скронею; верхівка неправильної складчастості, з трьома або чотирма (останній досить слабкий і неповний) сильними правильно вигнутими пластинчастими килями позаду задніх зубців. Передньоспинка порівняно тонка, передньоспинна складка чітко розвинена; шия помітно нижче середньої частини переднеспинки на проєкції збоку. Переднє крило з жилкою 2Cub, яка помітно коротша жилки cu+a. Задня великогомілкова кістка своєю розширеною частиною на проєкції збоку досить слабо увігнута в основі.